# Peter Do
Peter Do (ausgesprochen „dough“) ist ein vietnamesisch-amerikanischer Modedesigner.

## Leben und Wirken
Geboren wurde Peter Do in Biên Hòa Vietnam. Er zog im Alter von 14 Jahren mit seiner Familie nach Philadelphia. Er studierte in den Staaten an der renommierten Modeschule Fashion Institute of Technology und spezialisierte sich innerhalb seines Studiums auf die Schneiderei. Nach seinem Abschluss gewann der den LVMH Graduate Prize und entschied sich nach Paris zu ziehen, um dort für das Modehaus Celine unter der Leitung von der Modedesignerin Phoebe Philo zu arbeiten. Nach zwei Jahren Arbeit für Celine entschied sich Do für den US-amerikanischen Designer Derek Lam zu arbeiten. 2018 gründete er seine eigene Namensmarke. Die Marke Do steht laut Aussagen des Designers für hochwertige Schneiderei aus New York City.

## Arbeit und Marke
Die Marke Peter Do steht unter Namen des Designers, gegründet würde sie aber von einem Kollektiv aus 5 Freunden. Laut eigenen Aussagen hat sich die Gruppe aus Freunden im Internet kennengelernt. Jedes Gruppenmitglied bringt seine eigenen speziellen Fähigkeiten und Perspektiven in die Marke mit ein. Gegründet wurde die Marke im Jahr 2018. Die Marke designt und produziert nach dem Motto, die Uniform der modernen Frau zu sein und spezialisiert sich auf hochwertige Stoffe und die aufwändige Konstruktion der Kleidung. Die Kleidung strebt nach klarem Design, ohne dabei minimalistisch zu wirken. Ziel des Kollektivs war es, ein amerikanisches Modehaus mit einem hauseigenen Atelier zu schaffen. Die Marke begann mit der Produktion von einfachen T-Shirts. Die erste vollständige Kollektion zeigte Peter Do im FW2019. Bis heute hat Do sein Sortiment auf Kleidung, Schmuck und Schuhe ausgeweitet. Die Design-Ästhetik des Hauses erinnert an Designgrößen wie Comme des Garçons, Maison Margiela, Celine, Proenza Schouler, und Alexander Wang. Dennoch schafft es Do durch sein Handwerk und Auge fürs Detail eine ganz eigene und einzigartige Design-Handschrift zu entwickeln und sticht mit seiner Marken in der heutigen Welt der Luxus Industrie klar hervor. In den letzten Jahren zog Do nicht nur die Aufmerksamkeit von Einzelhandelsgrößen wie Net-a-Porter, Barney’s, Bergdorf Goodman und Dover Street Market auf sich, sondern ist auch einer der begehrtesten Designer von Stars wie Zendaya, Solange und Beyoncé geworden. Peter Do behandelt alle Aufgaben hausintern von der Presse, Produktion bis hin zur Produktentwicklung. Im Jahr 2020 war Peter Do einer der Finalisten für den LVMH Preis.

## Kollaborationen und Projekte

### Kollaboration mit Medea
Designer Peter Do kollaboriert mit dem italienischen Label Medea, das für seine Accessoires bekannt ist. Die Kollektion besteht aus drei verschiedenen Designs, einer kleinen Abendtasche, einer Großen Totebag und einer Baguette-Tasche in Krokodilmuster. Die Preise für die Taschen liegen zwischen 8.000 und 10.000 Hongkong-Dollar. Die Designs sind minimalistisch und klassisch angehaucht und erinnern an die Designs von Phoebe Philo.

## Kollektionen

### Spring 2020 Ready-to-Wear
Die Spring Summer Kollektion präsentiert sich clean und minimalistisch, das Augenmerk liegt auf der Schneiderei und Konstruktion der Kleidung. Die Farben der Kollektion halten sich in Schwarz und Weiß mit roten und gelben Akzenten. Das Wohl auffälligste Design der Kollektion ist eine Jacke, welche sich in einen Bolero und rückenfreien Mantel teilen lässt. Viele seiner Spring-Summer Looks vollendet Do mit einem chromfarbigen Kartenhalter, welcher mit schmuckartigen Ketten um den Körper getragen wird.

### Fall 2020
Die 2020 Herbstkollektion präsentiert eine Reihe von schicken Boleros und feinen Strick. Erstmals präsentiert Do Schuhe und Strickware. Luxuriöse Leder und hochwertige Stoffe bilden die Basis der Kollektion. Eines der auffälligsten Stücke der Kollektion ist ein wasserfester Trenchcoat und eine zweifarbige Hose mit kontrastreichen Ledereinsätzen.

### Spring 2021 Ready-to-Wear
Peter Do präsentierte seine Spring 2021 Kollektion in außergewöhnlicher Weise über Instagram TV. In einem Video laufen die Models und präsentieren sowohl der Presse als auch den Käufern die Kollektion auf digitalem Wege. Die Kollektion, welche als erste vom Anfang bis zum Ende in der Covid-Ära produziert wurde, ist unter anderem auch von den Umständen der Pandemie inspiriert. Dos Inspirationen für Spring Summer wurde von Komfort geprägt und zeigt unter anderem, asymmetrische Faltenröcke und Patchwork Mäntel. Die Spring 2021 Kollektion wird begleitet durch die Handtaschen, welche in Zusammenarbeit mit der italienischen Marke Medea kreiert wurden.

### Fall 2021 Ready-to-Wear
Peter Do bricht in seiner Herbstkollektion 2021 aus seiner gewohnten Handschrift heraus, die Kollektion distanziert sich seinem sonst so klaren Bild von Design. Eindeutig inspiriert von den Umständen der Coronapandemie sagt Do, es ist Zeit sich anzuziehen und gesehen zu werden. Die Kollektion zeigt feine Spitze und mit Federn verzierten Brochen. Sexy High Heels, silberne Jacken und freizügige Slipkleider sind fester Bestandteil dieser Kollektion.

## Auszeichnungen und Preise

### LVMH Graduate Award
Peter Do gewinnt als Absolvent des Fashion-Institute of Technology als einer von drei Designer den LVMH Graduate Award. Jeder der Gewinner erhält ein Preisgeld von 10.000 Euro und einen Jahresvertrag mit eines der LVMH Modehäusern. Peter Do wurde im Zuge des Preises die Marke Celine zugewiesen. Auch die Schule der Absolventen erhält eine Spende von 10.000 Euro als Zeichen der Unterstützung von Bildung durch LVMH.

### LVMH Prize
Peter Do konnte sich 2020 als einer von acht Finalisten im Wettkampf um den LVMH Preis behaupten. Neben den Designer Tomo Koizumi, Casablanca, Ahluwalia, Chopova Lowena, Nicholas Daley und Sindiso Khulmalo führte der Designer seine Kollektion in einer letzten Wettkampfrunde dem Preiskomitee vor. LVMH beschloss aber, dass der LVMH Preis für junge Designer im Jahre 2020 infolge der Coronapandemie abgesagt wird. Statt eines einzigen Siegers wurde das Preisgeld in Höhe von 300.000 Euro unter den acht Finalisten gleichermaßen aufgeteilt.

## Nachhaltigkeit
Peter Do versucht einen nachhaltigen Ansatz bei seiner Arbeit zu verfolgen. Laut eigenen Aussagen versucht die Marke jeglichen Plastikgebrauch zu vermeiden. Alles verwendete Plastik soll bis 2020 durch kompostierbare nachhaltige Alternativen ersetzt werden. Er produziert nur nach Bestellung und versucht Stoffe für kommenden Kollektionen weiter zu verarbeiten, um so jegliche Verschwendung zu vermeiden.